# Чуркин, Альберт Никитович
Альберт Никитович Чуркин (14 марта 1923, Енакиево — 2 сентября 2000, Сочи) — советский партийный и государственный деятель, второй секретарь ЦК КП Грузии (1971—1975 гг.).

## Биография
Родился в семье служащего 14 марта 1923 года в Енакиево. Окончил Харьковский архитектурно-строительный техникум.
В 1941 году окончил Харьковский архитектурно-строительный техникум, в 1948 году — Ленинградский институт инженеров железнодорожного транспорта. Член ВКП(б) с 1949 года. Кандидат экономических наук.
Внёс существенный вклад в популяризацию города-курорта Сочи на международном уровне. В период его руководства этот город становится членом Всемирной федерации породнённых городов в 1959 году. Первым городом-побратимом Сочи становится город Великобритании Челтенхем в 1959 году.
Чуркин уделял большое внимание жилищному строительству в городе и развитию курортной отрасли.
- 1941—1942 гг. — на строительстве сахарного завода (Харьковская область), оборонительных сооружений
- 1942—1948 гг. — в железнодорожных строительных организациях в Челябинске
- 1948—1954 гг. — прораб, старший прораб, главный инженер «Главпромстроя» Министерства путей сообщения СССР (Вильнюс, Калининград)
- 1954—1957 гг. — инженер строительно-монтажного поезда в г. Сочи Краснодарского края
- 1957—1958 гг. — заведующий промышленно-транспортным отделом Сочинского городского комитета КПСС
- 1958—1962 гг. — председатель исполнительного комитета Сочинского городского Совета
- 1962—1964 гг. — председатель исполнительного комитета Краснодарского промышленного краевого Совета
- 1964—1969 гг. — первый заместитель председателя исполнительного комитета Краснодарского краевого Совета
- 1969—1971 гг. — второй секретарь Краснодарского краевого комитета КПСС
- 1971—1975 гг. — второй секретарь ЦК КП Грузии.
- Альберт Чуркин, будучи вторым секретарем ЦК КП Грузии при Василии Мжаванадзе, вместе с ним проворовался. После своего смещения он спрятал ворованное в хате (на Украине, на Родине). Выследили и в его присутствии размуровали стены мазанки, извлекли сплошные ценности. Отделался, однако, выговором в КПК при ЦК КПСС и был назначен директором завода в городе Сочи Краснодарского края.

Кандидат в члены ЦК КПСС (1971—76 гг.). Член Бюро ЦК КП Грузии (1971—75 гг.).
Депутат Верховного Совета СССР 8-го и 9-го созывов.
В 1975 году А.Н. Чуркин вернулся в Сочи и всю свою дальнейшую жизнь посвятил строительной индустрии в разных должностях.
Умер 2 сентября 2000 года в Сочи.